# Bad Hindelang
Bad Hindelang (bis 2002 Hindelang) ist ein Markt im schwäbischen Landkreis Oberallgäu (Bayern).

## Geografie

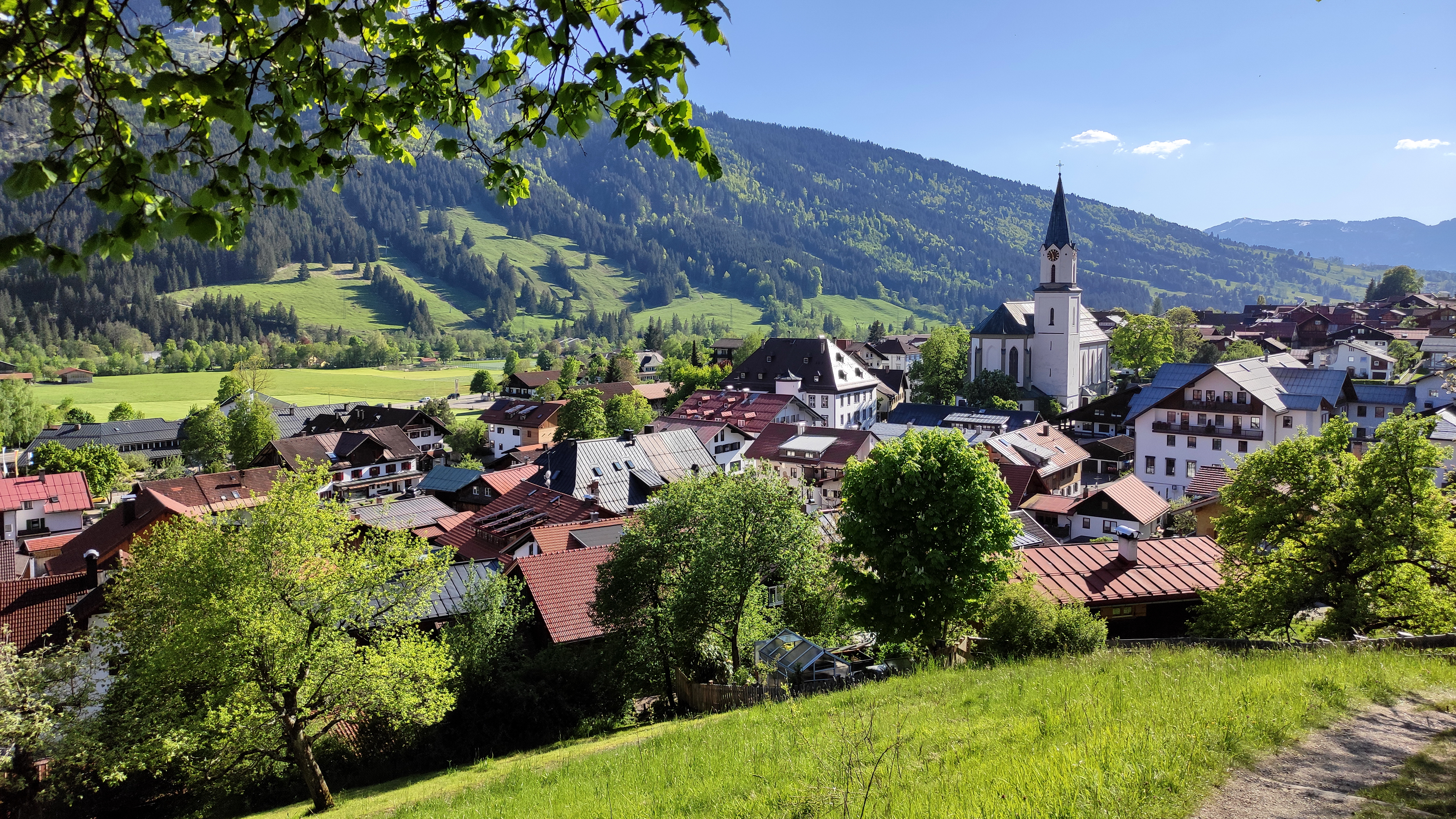
Bad Hindelang mit Kath. Kirche St. Johannes d. Täufer

### Lage
Der Ort ist heilklimatischer Kurort und Kneippheilbad seit 2001. Er liegt im Ostrachtal am nördlichen Rand der Kalkalpen an der historischen Salzstraße, welche heute als Bundesstraße 308 über Oberjoch nach Österreich führt. Der Oberjochpass gilt mit 107 Kurven als die kurvenreichste Straße Deutschlands.
Mehr als 80 % des Gemeindegebiets sind Landschafts- oder Naturschutzgebiet.

### Gemeindegliederung
Die Gemeinde hat 12 Gemeindeteile:
- Der Hauptort Bad Hindelang (825 m) mit dem Dorf Gailenberg (989 m)
- Das Dorf Vorderhindelang (832 m) mit dem Kirchdorf Liebenstein, dem Dorf Reckenberg und den Weilern Groß und Riedle
- Das Dorf Bad Oberdorf (822 m). Dieses hat wegen seines Schwefelmoorbades bereits lange vor dem Hauptort Bad Hindelang den Titel des Bades durch Prinzregent Luitpold von Bayern zugesprochen bekommen (1900).
- Das Pfarrdorf Hinterstein (866 m) mit dem Dorf Bruck
- Das Pfarrdorf Oberjoch (1136 m)
- Das Pfarrdorf Unterjoch (1013 m)

Das Gemeindegebiet erstreckt sich in einer Höhenlage von 780 m (Ostrachbrücke bei Reckenberg) bis auf 2592 m (Hochvogel).

## Geschichte

### Bis zum 19. Jahrhundert
Sicher ist, dass 1540 die Grafen Montfort den Saumpfad über das Joch als Straße ausbauen ließen. Jahrhundertelang wurde auf dieser Route Salz aus Tirol in Richtung Bodensee transportiert. 1150 wird ein Oggoz von Hundilanc genannt. Das Rittergeschlecht von Hundilanc wird in den folgenden Jahren bis 1402 in verschiedenen Urkunden erwähnt. 1377 wurde Hindelang der Pfarrei Sonthofen zugewiesen, 1435 zur eigenen Pfarrei erhoben. 1429 verlieh der Augsburger Bischof dem Ort das Marktrecht. 1529 gründeten die Fugger einen Stutenhof im Tal. Nach den Rittern von Heimenhofen und den Grafen von Montfort waren die Fürstbischöfe von Augsburg Besitzer des Gebietes.

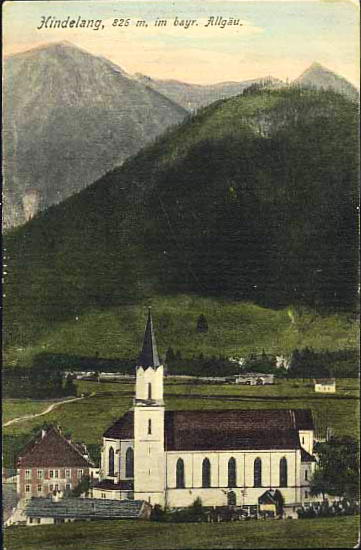
Hindelang um 1900

Im hinteren Ostrachtal wurde im 16. Jahrhundert Eisenerz gefördert und es entstanden Hammerschmieden, in denen tausende von Hellebarden und Spießen unter anderem für die Heere Kaiser Maximilians hergestellt wurden. Während des Dreißigjährigen Krieges fielen fast 1000 Personen, das war die Hälfte der damaligen Bewohner, der Pest zum Opfer. 1796 verwehrten kaiserliche Truppen am Jochpass erfolgreich den napoleonischen Truppen den Übergang nach Tirol.

Offizielles Logo

Bei der Säkularisation im Jahre 1803 fiel Hindelang an das Königreich Bayern. 1823 kam der Salztransport über das Joch zum Erliegen. In den Jahren 1895–1898 wurde die neue Jochpass-Straße gebaut. 1900 verlieh Prinzregent Luitpold dem Ortsteil Oberdorf den Titel „Bad“.

### 20. und 21. Jahrhundert
Im Jahr 1905 wurde die Kraftpost-Linie eröffnet, die Hindelang mit dem Bahnhof Sonthofen verband. 1924 verwüstete ein Hochwasser des Wildbachs den Gemeindeteil Bad Oberdorf. In den 1930er Jahren wurde die neue Jochpassstraße saniert (zu erkennen an dem an einer Steinwand neben der Straße eingemeißelten Ritterkreuz im oberen Drittel der Strecke, Richtung Oberjoch). Sie diente im Zweiten Weltkrieg Wehrmachtsverbänden als Marschroute zur Front in Italien und Österreich.
1965 wurde Hindelang das Prädikat „Heilklimatischer und Kneippkurort“ verliehen. 2002 wurde Hindelang zu „Bad Hindelang“. 2011 erhielt Bad Hindelang das Qualitätssiegel für Allergikerfreundlichkeit von der Europäischen Stiftung für Allergieforschung (ECARF).

### Eingemeindungen
Im Zuge der Gebietsreform in Bayern wurde am 1. April 1972 die Gemeinde Unterjoch, die am 4. Januar 1867 aus Teilen der Gemeinde Hindelang gebildet worden war, wieder eingegliedert.

### Einwohnerentwicklung
Zwischen 1988 und 2008 wuchs Bad Hindelang um 197 Einwohner bzw. um ca. 4 %. Zwischen 1988 und 2018 wuchs die Gemeinde von 4718 auf 5168 um 450 Einwohner bzw. um 9,5 %.
Die nachfolgenden Zahlen beziehen sich auf den Gebietsstand vom 25. Mai 1987.
| Jahr      | 1840 | 1900 | 1939 | 1950 | 1961 | 1970 | 1987 | 1995 | 2000 | 2005 | 2010 | 2015 |
| Einwohner | 2329 | 2641 | 4153 | 5606 | 4956 | 4806 | 4648 | 4979 | 4840 | 4892 | 4815 | 5033 |

## Politik

### Gemeinderat

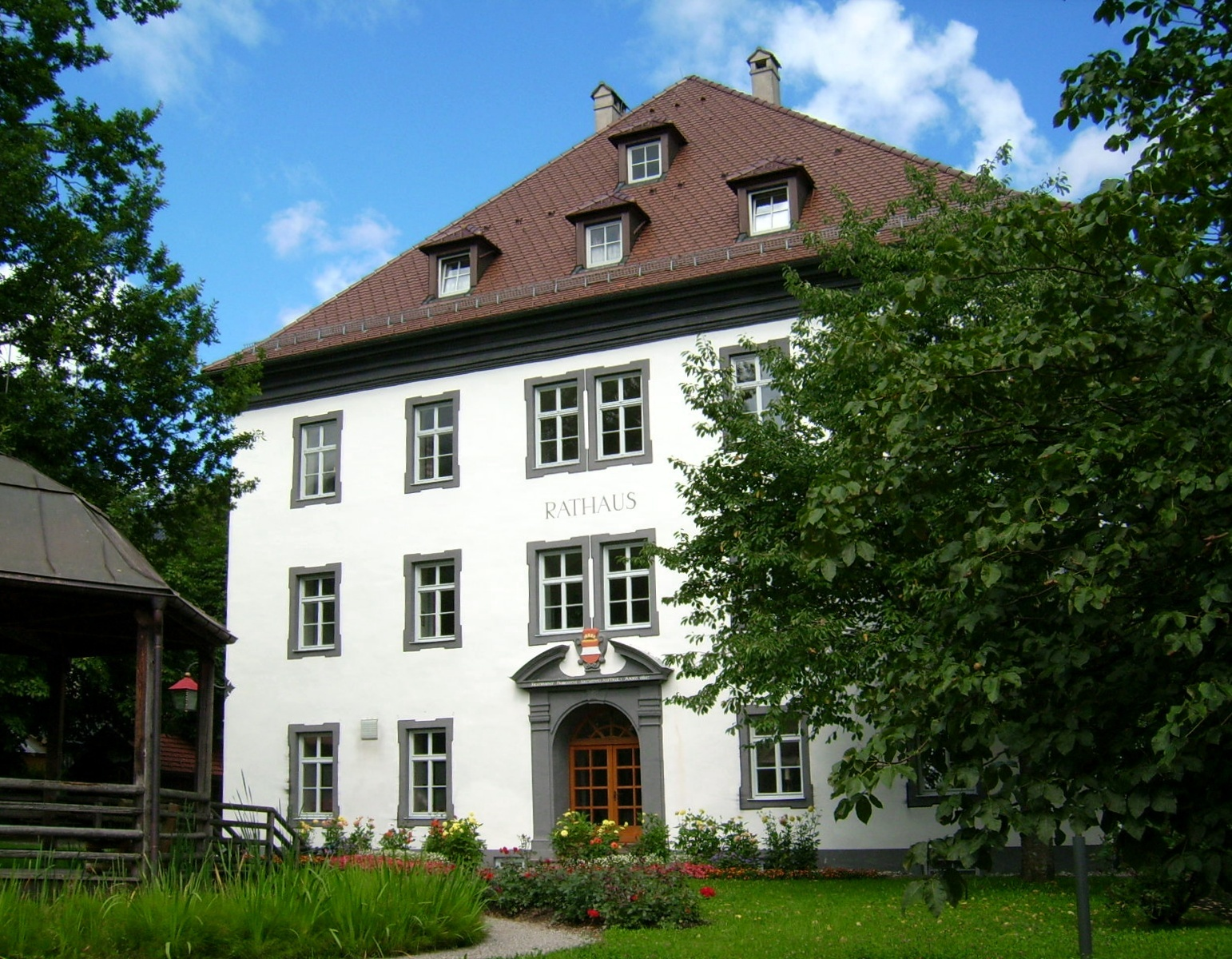
Rathaus in Bad Hindelang

Die Wahl am 15. März 2020 hatte folgendes Ergebnis:
| Partei / Liste                                | Stimmenanteil | Sitze |
| Freie Wählerschaft Hindelang                  | 19,50 %       | 4     |
| Freie Wählergemeinschaft Bad Oberdorf         | 21,61 %       | 4     |
| Freier Wahlblock Vorderhindelang              | 15,66 %       | 3     |
| Christlich-Soziale Union (CSU)                | 13,36 %       | 3     |
| Parteilose Wählerschaft Hinterstein/Bruck     | 12,71 %       | 2     |
| Bürgerliche Parteilose Wählerschaft Unterjoch | 8,15 %        | 2     |
| Wählergemeinschaft Oberjoch                   | 9,00 %        | 2     |

Zusätzliches Mitglied des Gemeinderates ist die 1. Bürgermeisterin.
Der Gemeinderat der Amtszeit 2014 bis 2020 setzte sich wie folgt zusammen:
| Partei / Liste                                      | Stimmenanteil | Sitze |
| Freie Wählerschaft Hindelang                        | 19,7 %        | 3     |
| Freie Wählergemeinschaft Bad Oberdorf               | 17,0 %        | 3     |
| Freier Wahlblock Vorderhindelang                    | 15,2 %        | 3     |
| Christlich-Soziale Union (CSU)                      | 15,1 %        | 2     |
| Parteilose Wählerschaft Hinterstein / Bruck         | 11,5 %        | 2     |
| Bürgerliche Parteilose Wählerschaft Unterjoch       | 7,7 %         | 1     |
| Sozialdemokratische Partei Deutschlands (SPD)/Grüne | 7,0 %         | 1     |
| Wählergemeinschaft Oberjoch                         | 6,8 %         | 1     |

### Bürgermeister
| - 1900–1919: Josef Anton Blanz - 1920–1933: Michael Haas - 1933–1939: Anton Schmid - 1939–1945: Karl Blanz - 1945–1947: Max Zillibiller, CSU - 1947–1948: Xaver Blenk | - 1948–1960: Alois Haug - 1960–1984: Georg Scholl, CSU - 1984–2008: Roman Haug, Freie Wähler - 2008–2018: Adalbert Martin, CSU - seit 2018: Sabine Rödel |

### Wappen
| Wappen von Bad Hindelang | Blasonierung: „Geteilt von Schwarz und Blau, aufgelegt eine bewurzelte silberne Tanne.“ |
| Wappen von Bad Hindelang | Das Wappen wurde am 31. August 1872 durch Ludwig II. verliehen.                         |

## Kultur und Sehenswürdigkeiten
- Kirche Unserer lieben Frau im Ostrachtal und St. Jodokus
- Evangelische Kirche
- Heimatmuseum in der Oberen Mühle im Ortsteil Bad Oberdorf
- Friedenshistorisches Museum im Ortsteil Bad Oberdorf
- Kutschenmuseum Hinterstein
- Schloss Hindelang (jetzt Rathaus): Der Augsburger Fürstbischof und Österreichische Erzherzog Sigismund Franz von Habsburg ließ das Gebäude 1660 als Jagdschloss erbauen. Fortan bis ins Jahr 1805 diente es als Sommerresidenz der Fürstbischöfe von Augsburg. Nach der Säkularisation ging das Schloss in Staatsbesitz über, diente dann einige Jahre in privatem Besitz als Gasthaus („zum Hasen“) und als Schulhaus, bis es schließlich zum Rathaus des Marktes ausgebaut wurde. Sehenswert ist die ehemalige Hauskapelle der Fürstbischöfe mit frühbarocken Gewölbestukkaturen und einem grünglasierten Rokoko-Kachelofen.
- Der ehemalige Stutenhof der Fugger ging später in den Besitz des Salzfaktors über.
- Dreikugelhaus, ehemaliger Amts- und Wohnsitz des Salzfaktors.
- Hammerschmieden im Ostrachtal - Nachdem die Grafen von Montfort Anfang des 16. Jahrhunderts die Bergwerksregalien verliehen bekommen hatten, eröffneten sie mehrere Erzgruben im Hintersteiner Tal im heutigen Gemeindegebiet von Bad Hindelang. In der Schmelzhütte zwischen Hinterstein und Oberdorf wurde das gewonnene Erz verhüttet. Es entstand eine beachtliche „Rüstungsindustrie“: Aus Aufzeichnungen in Innsbruck geht hervor, dass z. B. in den Jahren 1520–1524 nahezu 20.000 Landsknecht-Spieße aus den Hindelanger Waffenschmieden für die Heere Kaiser Maximilians geliefert wurden. Drei dieser alten Hammerschmieden existieren heute noch. Heute werden hier u. a. schmiedeeiserne Bratpfannen hergestellt.
- Das seit 1999 jährlich veranstaltete Internationale Jochpassrennen-Memorial ist ein historisches Bergrennen für Oldtimer- und Youngtimerfahrzeuge.
- Der Hindelanger Erlebnis-Weihnachtsmarkt lockt jährlich etwa 60.000 Besucher an.

## Bilder

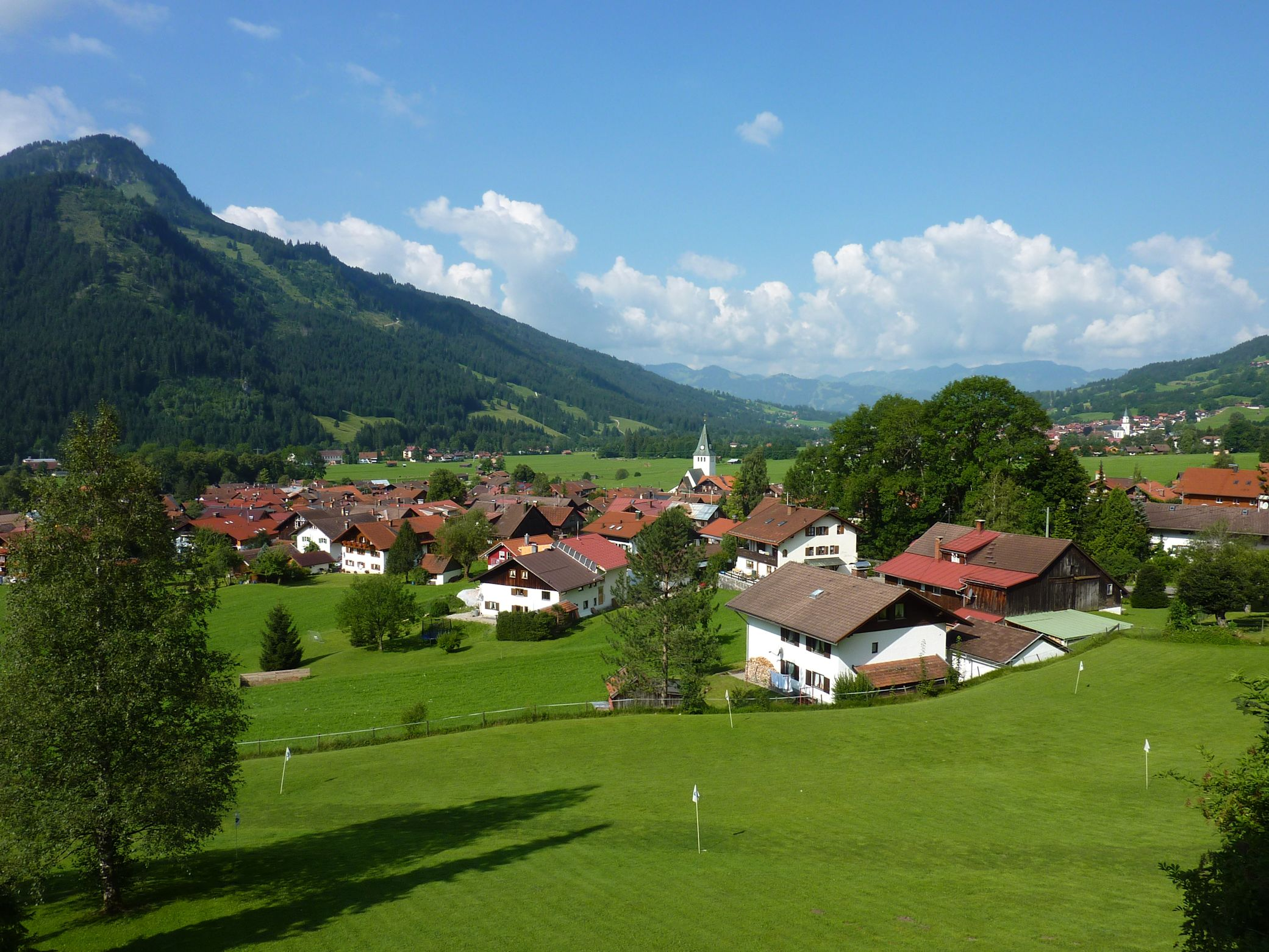
Blick über Bad Hindelang
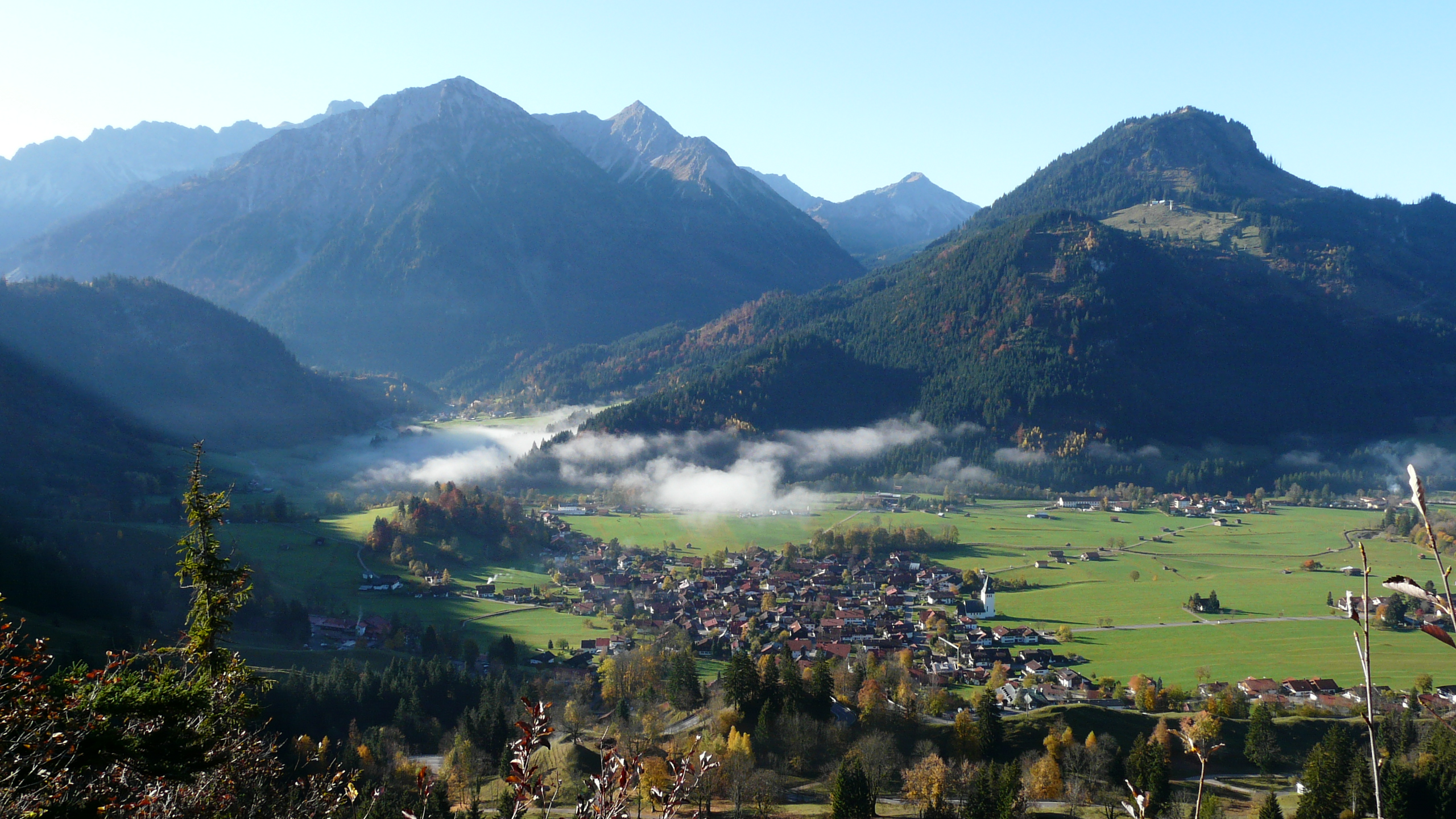
Bad Oberdorf
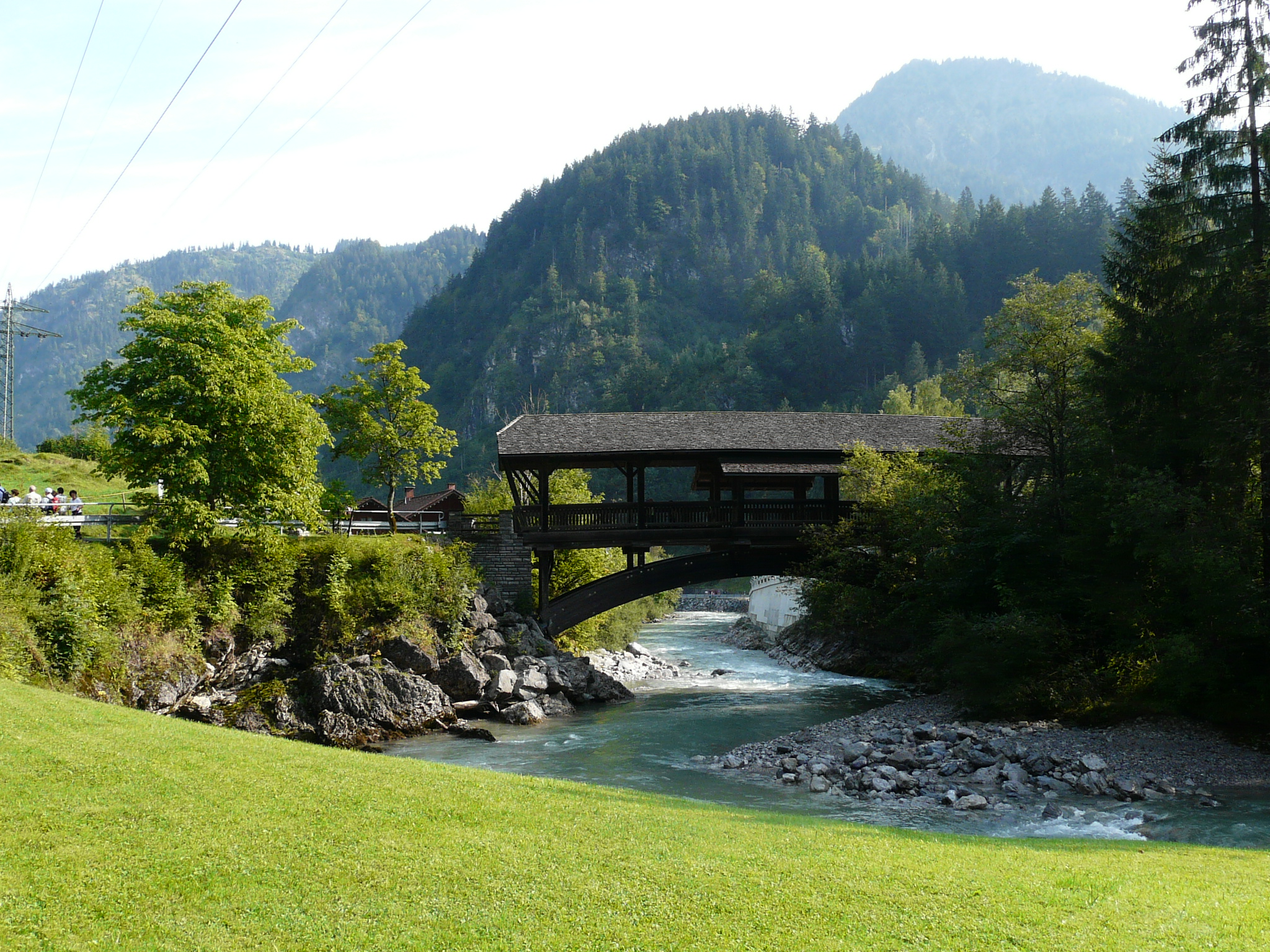
Ostrachtal bei Bruck
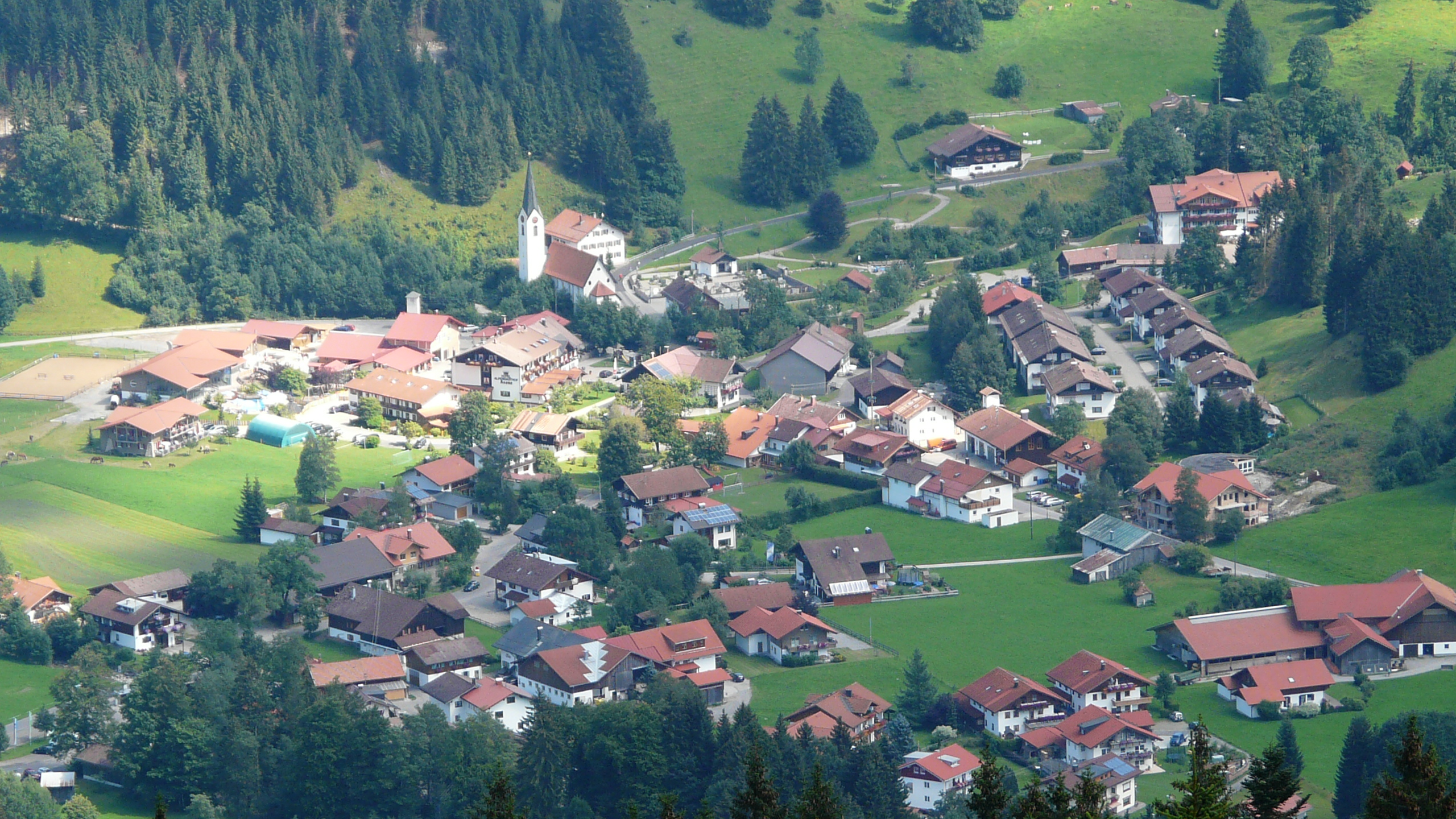
Unterjoch
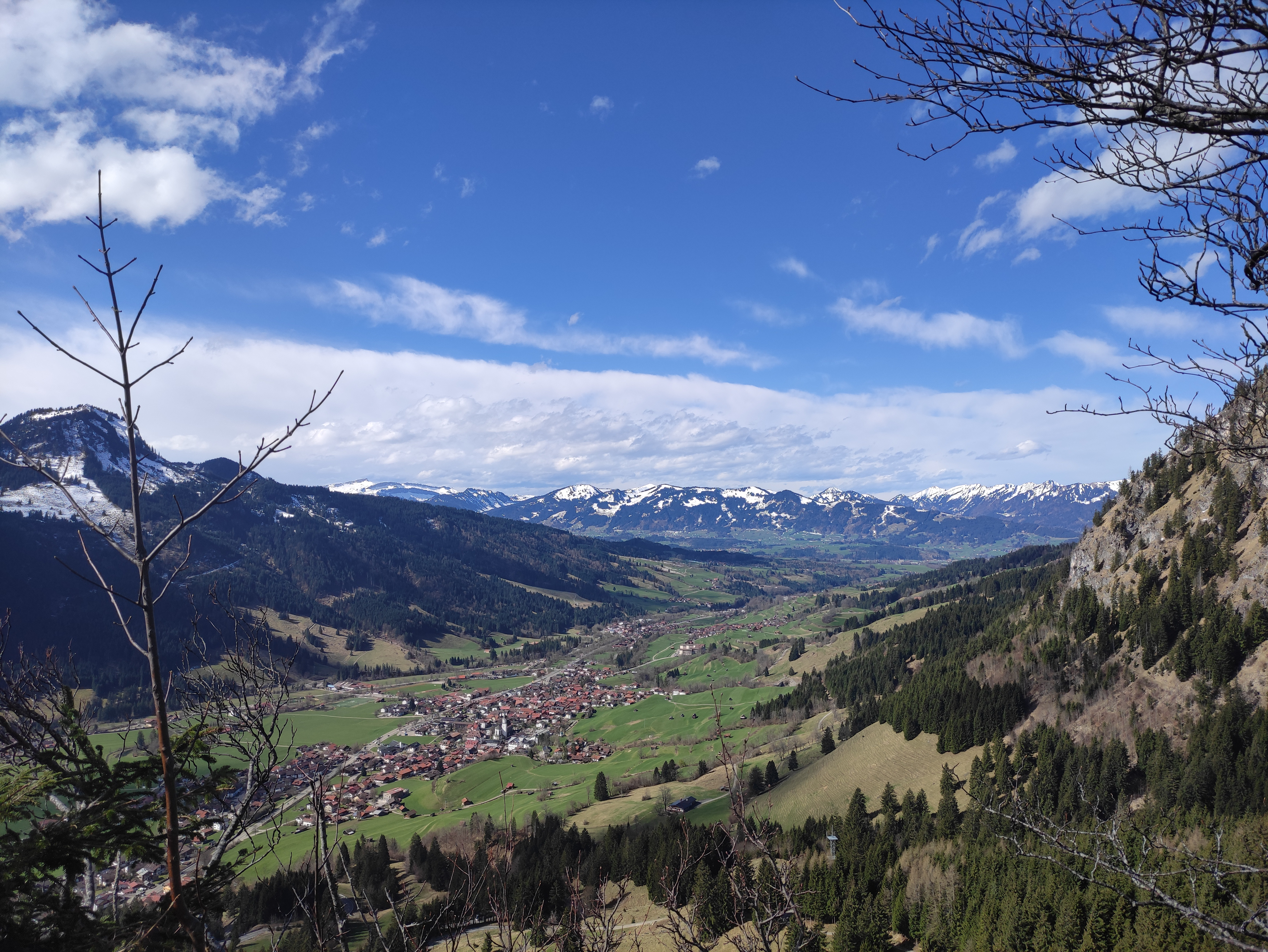
Panoramablick von der Hirschalpe auf Oberdorf & Bad Hindelang

## Bergwanderwege

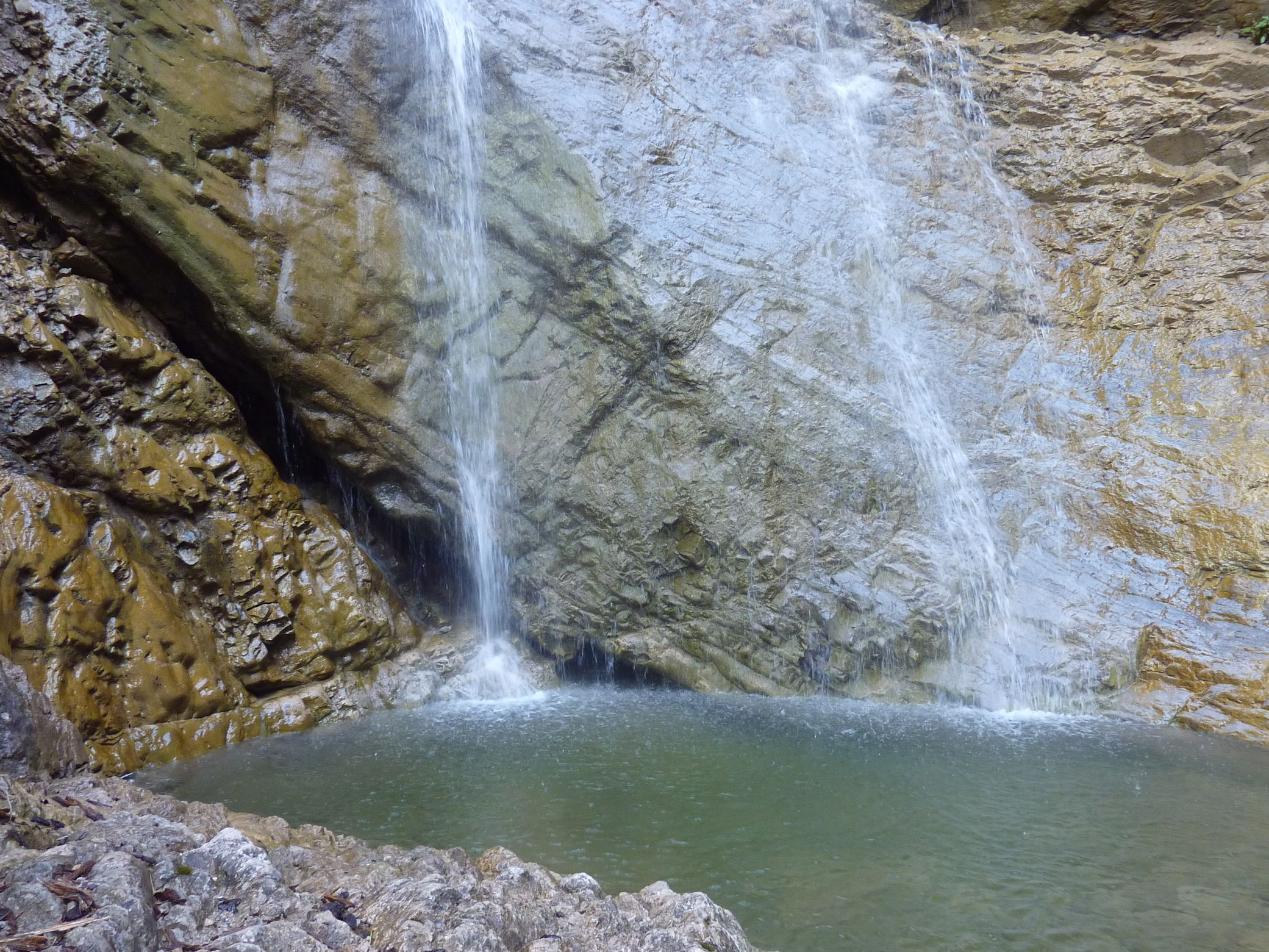
Der Schleierfall oberhalb des Vaterlandsweges

- Jubiläumsweg von der Willersalpe bis zum Prinz-Luitpold-Haus
- Hindelanger Klettersteig
- Bergwachtweg
- Vaterlandsweg

## Persönlichkeiten

### Kunst
- Melchior Eberhard (1701–1777), Barockbildhauer
- Johann Richard Eberhard (1739–1813), Rokokobildhauer
- Die Künstlerbrüder Franz Xaver Eberhard (1767–1836) und Konrad Eberhard (1768–1859) aus Hindelang haben hier und im weiteren Umkreis zahlreiche bildhauerische Arbeiten hinterlassen.
- Richard Mahn (1866–1951), Kunstmaler, Graphiker, Radierer und Illustrator. Er kaufte 1901 ein Haus in Bad Oberdorf. Nach dem Ersten Weltkrieg verlegte er seinen Wohnsitz von München nach Bad Oberdorf und lebte dort bis zu seinem Tod 1951.
- Fritz von Kamptz (1866–1938), Kunstmaler, lebte von 1932 bis zu seinem Tod in Hindelang. Sein Christusbild machte ihn berühmt.
- Carl Murdfield (1868–1944), Porträt- und Interieurmaler
- Carl Horn (1874–1945), Maler, verstarb in Hindelang
- Charley Peklo (* 23. August 1880 Taus; † 6. November 1959 Immenstadt), Kunstmaler, lebte nach dem Zweiten Weltkrieg in Hindelang.
- Louise Modersohn-Breling (1883–1950), Sängerin und Malerin
- Walter Jacob (* 21. Oktober 1893 Altenburg/Thüringen; † 13. Juli 1964 Hindelang), lebte als Kunstmaler nach dem Zweiten Weltkrieg bis zu seinem Tod in Hindelang; er zählte zur zweiten Generation des Expressionismus in Deutschland.
- Sepp Rist (1900–1980), geb. in Hindelang, Filmschauspieler, der in zahlreichen Bergfilmen und Heimatfilmen mitwirkte.
- Carla Rust (1908–1977), Schauspielerin, Ehefrau von Sepp Rist
- Maria Antonie (Toni) Gaßner-Wechs (1900–1956) und ihr Mann Josef Gaßner (1898–1954) verfassten zahlreiche Gedichte und Texte sowie mehrere Bühnenstücke, großenteils in der alemannischen Mundart des Ostrachtales.
- Maria Blanz (1912–1995), Kunstmalerin in Hindelang. Studium 1939 an einer privaten Kunstschule in München, daran anschließend Studium an der Kunstakademie von 1943 bis 1946. Nach der Rückkehr in die Heimat malte sie Landschaften in Öl und Aquarell. Ebenso Porträts, Blumen-, Tierbilder und Stillleben. (aus Ulrich Scholl, Aus der Geschichte des Ostrachtales, 1986, Hindelang)
- Christian Modersohn (1916–2009), Sohn von Otto Modersohn, Kunstmaler, wuchs in Hindelang auf und lebte bis 1957 in Gailenberg.
- Willi Tannheimer (* 1940), Bildhauer, ist als freischaffender Künstler in Hinterstein / Bruck tätig.
- Helmut M. Schmitt-Siegel (* 1943), Gestalter, Hochschullehrer für Design, in Hindelang geboren
- Heinrich Modersohn (* 1948), Maler, Sohn von Christian Modersohn, in Hindelang geboren
- Kilian Lipp (* 1953), Maler, ist als freischaffender Künstler in Gailenberg tätig.
- Hubertus von Amelunxen (* 1958), Kultur- und Kunstwissenschaftler
- Hubert Blanz (* 21. Februar 1969), freischaffender Künstler, lebt in Wien[10]
- Christoph Finkel (* 1971), freischaffender Holzbildhauer und Trainer des Nationalkaders im Bouldern
- Aurélie Blanz (* 1973), freischaffende Künstlerin, lebt in Frankreich[11]

### Musik
- Karl Hafner (1894–1971) vertonte mehr als 300 Mundartgedichte des Ehepaares Gaßner sowie von Eugenie Scholl-Rohrmoser. Sie sind zu Volksliedern geworden und werden heute in vielen Allgäuer Orten gesungen. 1960 ernannte ihn die Gemeinde zum Ehrenbürger.
- Michael Bredl (1915–1999) war ab 1957 Lehrer an der Volksschule Hindelang. Die Volksmusik erfuhr von ihm wichtige Impulse; das Alphornblasen wurde von ihm im Allgäu wiederbelebt.

### Andere
- Johann Martin Anwander (1740–1798), Orgelbauer
- Martin Anwander (1780–1838), Orgelbauer
- Pamela Behr (* 1956), ehemalige Alpinskirennläuferin
- Eric Beißwenger (* 1972), Politiker
- Edwin Blos (1873–1943), Arzt
- Philipp Neri Chrismann (1751–1810), Fundamentaltheologe des Franziskaner-Ordens.
- Leo Dorn (1836–1915), Berufsjäger und Alpinist
- Kurfürst Clemens Wenzeslaus (1739–1812), Fürstbischof von Augsburg, nahm gerne im Schloss in Hindelang seinen Sommeraufenthalt.
- Dieter Fersch (* 1946), Skirennläufer
- Die Grafen Fugger erwarben 1529 größeren Besitz im Ostrachtal und begründeten hier eine Pferdezucht (Stutenhof).
- Gerhard Gehring (1945–2016), Biathlet und Skilangläufer, geboren im Ortsteil Unterjoch
- Gustl Gstettenbaur (1914–1996), Bühnen- und Filmschauspieler
- Sepp Heckelmiller (* 1943), Skirennläufer
- Ilse Heß (1900–1995), Ehefrau des nationalsozialistischen Politikers Rudolf Heß
- Klaus Hulek (* 1952), Mathematiker
- Axel Lanig (* 1944), Skirennläufer
- Hanspeter Lanig (1935–2022) und seine Schwester Evi (* 1933) waren in den 1950er Jahren berühmte Skiläufer. Hanspeter gewann bei den Olympischen Winterspielen 1960 in Squaw Valley die Silbermedaille.
- Prinzregent Luitpold von Bayern (1821–1912) kam während mehr als fünfzig Jahren ins Ostrachtal zur Jagd.
- Albert Mohr (1929–2005) wurde in Bad Hindelang geboren und gewann als Skilangläufer mehrere Deutsche Meisterschaften
- Anton Morent (1924–2006), Busunternehmer, Mentor des Tourismus im Oberallgäu und Träger des Bundesverdienstkreuzes.
- Leonhard Müller (* 1991), Telemarker
- Jonas Schmid (* 1992), Telemarker
- Kai Schneller (* 1964), Koch
- Georg Scholl (1919–1990), Politiker
- Tristan Schwandke (* 1992), Leichtathlet
- Christoph Stark (* 1980), Freestyle-Skifahrer
- Harry Voigtsberger (* 1950), Politiker (SPD)
- Thomas Wechs (1893–1970) hat im Bistum Augsburg zahlreiche moderne Kirchenbauten erstellt, so auch die Kirche Unserer lieben Frau im Ostrachtal und St. Jodokus in seinem Geburtsort Bad Oberdorf. Nach ihm ist ein Architekturpreis benannt.
- Karl Zillibiller (* 1933), Skirennläufer
- Max Zillibiller (1896–1970), Politiker
- Horst Zuse (* 1945), Professor und Sohn des Computerpioniers Konrad Zuse, wurde hier geboren.